# Varttimaa
Varttimaa är en ö i Finland.   Den ligger i kommunen Tövsala i landskapet Egentliga Finland, i den sydvästra delen av landet, 190 km väster om huvudstaden Helsingfors.